# Puebla-Hirschmaus
Die Puebla-Hirschmaus (Peromyscus mekisturus) ist ein möglicherweise ausgestorbenes Nagetier aus der Gattung der Weißfußmäuse (Peromyscus) in der Familie der Wühler (Cricetidae). Sie war im mexikanischen Bundesstaat Puebla endemisch und ist nur von zwei Exemplaren bekannt.

## Merkmale
Beim Holotypus, einem Weibchen, beträgt die Kopf-Rumpf-Länge 249 mm, die Schwanzlänge 155 mm und die Hinterfußlänge 24 mm. Das zweite Exemplar ist ein Männchen, bei dem die Kopf-Rumpf-Länge 222 mm, die Schwanzlänge 135 mm, die Hinterfußlänge 22 mm und die Ohrenlänge 17 mm beträgt. Die Oberseite ist vorne grau, geht allmählich in ein Oliv-rötlichgelb über und ist am Steiß blass rötlichgelb. Der Rücken ist etwas mit schwarzen Haaren bedeckt, jedoch gibt es keinen dunklen Rückenbereich. Die Nase ist grau mit einem kleinen weißlichen Fleck an der äußersten Spitze. Um die Augen verläuft ein dunkler Ring. Die Unterseite ist gelbbraun-weißlich, die Brustregion gelbbraun und Kinn, Lippen sowie Schnauzenseiten sind weißlich. Die Handgelenke sind dunkel, die Vorderfüße weiß. Die Vorderseite der Knöchel und die oberen zwei Drittel des Mittelfußes sind dunkel. Der Rest der Hinterpfoten, die Zehen und die Knöchelseiten sind weiß. Der Schwanz ist an der Oberseite dunkel und undeutlich heller an der Unterseite. Beim Schädel ist das Rostrum kurz und schmal. Das Jochbein ist quadratisch und breitet sich nach vorne hin aus. Die Außenseiten laufen nach vorne hin stark zusammen. Das Stirnbein verengt sich zwischen den Augenhöhlen. Ein Überaugenwulst wie bei anderen Peromyscus-Arten fehlt. Der Hirnschädel ist breit und ziemlich flach. Das Inkabein ist schmal. Die Paukenblase ist klein.

## Status
Der Holotypus wurde im März 1894 von Edward William Nelson und Edward Alphonso Goldman in 2560 m Höhe bei Chalchicomula (Ciudad Serdán) im mexikanischen Bundesstaat Puebla gesammelt. Das zweite Exemplar wurde 1947 von Emmet Thurman Hooper (1911–1992) in 1700 m Höhe bei Tehuacán im Bundesstaat Puebla gefangen. Die IUCN listet die Puebla-Hirschmaus in der Kategorie „vom Aussterben bedroht“ (critically endangered) mit dem Zusatz „möglicherweise ausgestorben“ (possibly extinct). Vermutlich beträgt die Fläche des Verbreitungsgebiets weniger als 100 km². Der Lebensraum ist stark fragmentiert und durch landwirtschaftliche Aktivitäten akut beeinträchtigt.